# El renaixement de l'home llop
El renaixement de l'home llop (títol original: Howling V: The Rebirth) és un film de terror britànico-txec dirigit per Neal Sundstrom i estrenat l'any 1989. Ha estat doblat al català.

## Argument
Un grup de persones que no es coneixen són convidats a un vell castell i són tancats. Descobreixen ràpidament que l'amo del castell vol saber qui d'entre ells és un home llop.

## Repartiment
- Phil Davis: Count Istvan
- Victoria Catlin: Dr. Catherine Peake
- Elizabeth Shé: Marylou Summers
- Ben Cole: David Gillespie
- William Shockley: Richard Hamilton
- Mark Sivertsen: Jonathan Lane
- Stephanie Faulkner: Gail Cameron
- Mary Stavin: Anna